# Patrik Brinkmann
Jan Patrik Vilhelm Brinkmann (Motala, Motala község, 1966) a bányaiparban érdekelt svéd-német üzletember. Anyagilag támogatja az európai jobboldal politikai programjait és vezető szerepet tölt be konzervatív és nemzeti szervezeteknél.
A 80-as évek második felében és a 90-es években Brinkmann aktív része volt az ingatlan iparnak. A 90-es évek végén az ásványok feltárása iránt fordította érdeklődését és 2005-ben megalapította a Wiking Mineral vállalatot, amely bányászattal és bányafejlesztéssel foglalkozik, és melynek 50%-ban a tulajdonosa családtagjaival együtt.
A 90-es évek óta lelkesedik az identitás, etnoplurális áramlatokért és a francia Új Jobb-ért. Számos európai jobboldali pártban közreműködött, többek között szoros kapcsolatot font különböző konzervatív és nemzeti szervezetekkel, mint például az Osztrák Szabadságpárt (FPÖ), Vlaams Belang, UKIP, NPD és az iszlám iránt kritikus Pro-Bewegung, közvetlen kapcsolatok és pártfogói támogatások révén. Az európai jobboldal és Izrael közelségére törekedve ellátogatott a Kneszetbe Kent Ekeroth-tal a Svédországi Demokratáktól és az amerikai Arkansas állam kormányzójával, Mike Huckabee-vel. Az Izraellel való kapcsolat egy vitatott téma az európai jobboldalon belül, amely meg is mutatkozik abban, hogy milyen reakciót is váltott ez ki Izraelben és Európában.
Brinkmann az Európai Kontinens Alapítvány révén, amely a saját szervezete, konferenciákat bonyolít le és ápolja a kapcsolatot az európai jobboldalon aktívan részt vevő értelmiségiek, írók és politikailag éberek között. Ebben többek között Mihail Gorbacsov korábbi tanácsadójának, Dashitjevnek fontos szerepe volt, ugyanakkor Brinkmann Európa és Oroszország közeledését támogatja.
2011 óta Brinkmann politikailag nem aktív, helyette a vállalataira összpontosít, melyek hátrányos helyzetbe kerültek a politikai állásfoglalása körül keltett figyelemben. A korábbi munkaügyi miniszter, Sven-Otto Littorin megjelenése a Wiking mineral igazgatótanácsában 2012-ben komoly figyelmet ébresztett a svéd médiában, mely azzal végződött, hogy Littorin feljelentette az Expressen című lapot.
2014 júliusában bejelentette Brinkmann egy szerkesztőségnek küldött levelében, hogy Magyarországon szándékozik részlegesen letelepedni. Indoklásául azt adta, hogy a magyar beruházási klíma hosszú távon érdekesnek tűnik, ugyanakkor meggyőző számára, hogy a magyar társadalom kultúrkonzervatív és hogy Magyarországot egy nemzeti konzervatív kormány irányítja, amely a politikai mező középtáján pozicionálja magát. Ugyanebben a cikkben Brinkmann szintén kifejezte Magyarország miniszterelnöke, Orbán Viktor iránt érzett szimpátiáját.
Brinkmann édesanyja németországi származású, aki Svédországban nevelkedett. Többnyire a fiatal éveiben Brinkmann a pünkösdista mozgalomban volt aktív, többnyire szociális segítséget nyújtva többek között Srí Lanka-n, felnőttként viszont az ortodox egyházhoz vonzódott. 2007 óta elsősorban Berlinben él, nős és hat gyermeke van.